# 인천계수중학교
인천계수중학교(仁川桂樹中學校)는 대한민국 인천광역시 계양구 서운동에 있는 공립 중학교이다.

## 학교 연혁
- 2010년 3월 1일 : 초대 이형갑 교장 취임
- 2010년 3월 2일 : 신입생 384명 입학
- 2013년 2월 7일 : 제1회 졸업식(369명)
- 2023년 3월 2일 : 제5대 서형진 교장 취임
- 2024년 2월 7일 : 제12회 졸업식(305명) (누적 3,988명)
- 2024년 3월 4일 : 신입생 259명 입학

## 참고 자료
- 인천계수중학교 - 한국교육학술정보원 학교알리미